# Estação Gare de l'Ouest
Gare de l'Ouest (fr) ou Weststation (nl) é uma estação da linha 5 (outrora 1B) do Metro de Bruxelas.